# 桂诗春
桂诗春（1930年—2017年4月5日），曾名桂明磊，男，汉族，陕西西安人，中国应用语言学家，曾任广州外国语学院院长、教授、博士生导师。